# Platygastoides latus
Platygastoides latus är en stekelart som beskrevs av Girault 1925. Platygastoides latus ingår i släktet Platygastoides och familjen gallmyggesteklar. Inga underarter finns listade i Catalogue of Life.